# 叶必丰
叶必丰 (1963年—)，中华人民共和国教育部长江学者特聘教授，上海社会科学院法学研究所所长，教授，主要从事行政法学研究。

## 生平
叶必丰曾任教于武汉大学法学院和上海交通大学法学院，现任上海社会科学院法学研究所所长。

## 社会兼职
- 中国行政法学研究会副会长